# 吳永輝
吳永輝（英語：Stanley Ng Wing Fai，1960年11月18日—），MapKing 集團的CEO、城市規劃師、曾任公共專業聯盟主席及副主席、民主黨中常委中央委員、曾任特首選舉委員會委員。為民主派具專業背景的活躍人物。

## 公職及專業
- 為MapKing CEO於多個國際相關研討會上主講，Apple、Google Maps、百度地圖、Yelp等一些網上地圖查詢數據上都是由MapKing提供。
- 兼任香港e的士總經理。e的士（eTaxi）是香港的士業議會官方叫車平台，是議會相關公司與 MapKing 的聯營服務。[1]
- 香港政府汽車科技研發中心委員(2023年4月起)
- 香港閩僑中學獨立校董(2022年12月起)
- 第5屆選舉委員會委員（「專業·民主·起動」）[2]
- 香港貿易發展局資訊及通訊科技服務諮詢委員會委員(2022年終止)
- 亞太智能網聯汽車產業協會創會會長[3]。
- 公共專業聯盟前主席。
- 香港民主黨中央委員中央常務委員， 前任司庫。
- 註冊專業規劃師 Registered Professional Planner, Hong Kong SAR
- 中國註冊城市規劃師
- 香港規劃師學會會員
- 英國皇家城市規劃學會Royal Town Planning Institute RTPI
- 香港地理信息系統學會會員
- 何俊仁特首選舉辦公室副主任（2012）

## 學歷
畢業於香港培正小學以及香港培正中學，其後曾於1983年及1991年於國立台灣大學及香港大學先後取得土木工程學士及城市規劃碩士學位。

## 經歷
曾任香港的民選油尖旺區議會(旺角北)議員及市政局議員(1994-1999)，為酒牌局副主席及市政局土地用途小組主席，民主黨市政局黨團秘書。回歸前由於中英雙方無法就香港民主化達成共識，民主派立法會議員不能過渡，民主黨兩個市政局黨團在過渡時發揮了支持黨經營服務的功能。
吳永輝在2000年後經營MapKing International (前身國圖顧問有限公司)，該集團曾在新加坡、馬來西亞、中國大陸、中東迪拜等地設立分枝機構。他從事資訊科技及城市規劃行業、地理信息系統(GIS)、智慧城市專業，不時評述城市規劃和科技發展，關注範圍包括亞太經合組織發展、區域發展、總體規劃、環境保護、城市規劃、古蹟保育、滅貧、移動科技、地理定位系統LBS，多次在國際地理信息系統(GIS)及智慧城市專業研討會主講。
2000年董建華政府取消兩個市政局，被認為是封殺在市政局成長中的民主派年青議員，少數民主黨市政局議員能夠晉身立法會。他在2004, 2008, 2012代表民主派參選立法會建築、測量及都市規劃界功能界別，在2012年香港立法會選舉中，他取得1464票，以200票敗給謝偉銓，未能當選。在2016年香港立法會選舉中， 吳永輝放棄參選讓姚松炎擊敗謝偉銓。。2018年就姚松炎之前被褫奪的香港立法會建築、測量、都市規劃及園境界功能界別議席補選，吳永輝協調本身有建築師背景的曾俊華參選不果，最後與司馬文協調後，放棄參選，但司馬文被謝偉銓擊敗。
吳永輝活躍於泛民主派組織，為香港民主黨成員，曾任中常委，司庫，中央委員；曾任公共專業聯盟主席，副主席，策略委員；陳方安生在2008年組成民間策發會，他與公民黨郭榮鏗等泛民主派第二梯隊成員加入。

## 連結
- 吳永輝Facebook （页面存档备份，存于）
- 吳永輝個人網站（页面存档备份，存于）

| 前任： 首任 | 油尖旺區議員（旺角北） 1994年—1999年 | 繼任： 葉樹安 |